# Schwabinger Kunstfund

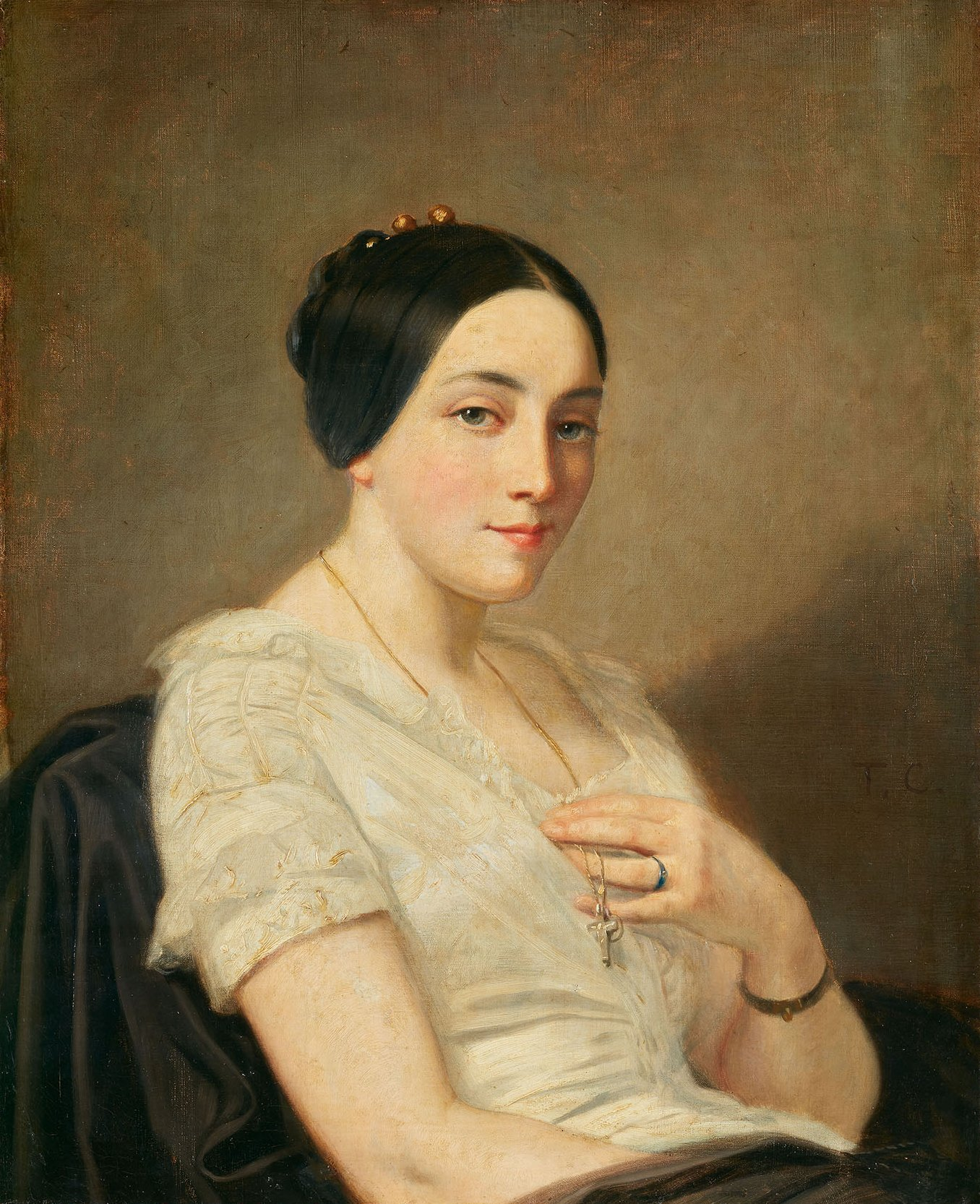
Portrait de jeune femme assise (1850-1855), door Thomas Couture (1815-1879) was een van de werken uit de Schwabinger Kunstfund. Het werd in 2019 terggegeven aan de erfgenamen van de oorspronkelijke eigenaar.

De Schwabinger Kunstfund, ook bekend als Kunstfund Gurlitt, was een kunstvondst die in 2012 werd gedaan in een appartement in de wijk Schwabing-Freimann in München. De collectie, bestaande uit bijna 1300 kunstwerken, bevond zich in de woning van Cornelius Gurlitt. In 2014 werd een tweede ontdekking gedaan in een huis van Gurlitt in Salzburg, Oostenrijk, waarna het totaal aantal werken op ongeveer 1600 uitkwam.
De collectie bevatte werken van onder anderen Picasso, Matisse, Klee, Dix, Manet, Renoir en Monet. De vondst leidde tot een grootschalig onderzoek naar roofkunst, mede door het verleden van Cornelius' vader, kunsthandelaar Hildebrand Gurlitt. Hij trad tijdens Hitlers bewind op als handelaar in 'entartete Kunst' en inkoper voor het geplande Führermuseum.
Na de dood van Cornelius Gurlitt in mei 2014 werd zijn volledige nalatenschap overgedragen aan het Kunstmuseum Bern.

## Achtergrond
In september 2010 reisde Cornelius Gurlitt van het Zwitserse Zürich met de trein naar zijn woonplaats München in Duitsland. Hij maakte deze reis om de zes à negen weken om geld op te halen voor zijn levensonderhoud en medische kosten.
Toen hem aan de grens om zijn identiteitsdocumenten werd gevraagd, reageerde hij volgens de douane erg zenuwachtig. Na een fouillering bleek hij 9.000 euro aan contanten bij zich te hebben. Gurlitt verklaarde dat hij het geld contant had ontvangen voor de verkoop van een kunstwerk via een veilinghuis in Bern. Hoewel het niet verboden was om een dergelijk bedrag contant mee over de grens te nemen, besloot de Duitse fiscale politie in 2012 zijn appartement in München te doorzoeken op verdenking van belastingfraude. De instantie vermoedde dat Gurlitt kunst in Zwitserland verkocht en hierover in Duitsland geen belasting betaalde. Tijdens het doorzoeken van zijn woning troffen zij een grote kunstverzameling aan.

### Ontdekking
In de woning bevonden zich 121 ingelijste doeken en 1285 niet ingelijste werken, van onder meer Pablo Picasso, Marc Chagall, Otto Dix en Paul Klee. In februari 2012 hadden de autoriteiten van Beieren twee dagen nodig om de kunstwerken uit de woning te verwijderen. De kunstcollectie kreeg de naam Schwabinger Kunstfund, vernoemd naar de wijk Schwabing in München waar Gurlitt woonde. 
Naast een appartement in München bleek Gurlitt ook een huis in het Oostenrijkse Salzburg te bezitten. In 2014 werden hier 238 kunstwerken gevonden, waaronder stukken van Renoir, Monet, Manet, Pissarro en andere Franse impressionisten. Aanvankelijk werden 60 werken aangetroffen, de andere werken werden gevonden tijdens latere huiszoekingen. De werken bevonden zich op moeilijk te bereiken plaatsen in het huis. De waarde van de kunstverzameling werd geschat op een bedrag van ongeveer vijftig miljoen euro.

### Bekendmaking
Hoewel de ontdekking in München in februari 2012 al werd gedaan, kwam het nieuws pas anderhalf jaar later naar buiten. Het Duitse nieuwsblad Focus maakte het in november 2013 als eerste bekend. Op 10 februari 2014 werd naar buiten gebracht dat er een tweede kunstvondst was gedaan in het huis in Salzburg. De bekendmaking van de kunstvondsten werd opgepikt door media van over heel de wereld.

## Oorsprong
Aanvankelijk werden de werken van Gurlitt in beslag genomen vanwege een vermoeden van belastingfraude. Door de familiegeschiedenis van Cornelius Gurlitt kwam er echter een heel ander thema ter sprake. De vader van Gurlitt, de kunsthandelaar Hildebrand Gurlitt, was tijdens het bewind van Adolf Hitler handelaar in entartete Kunst ('ontaarde kunst'), dat uit Duitse musea was verwijderd, en inkoper voor Hitlers geplande Führermuseum. Tijdens het naziregime werden kunstwerken geconfisqueerd en geroofd, en joden werden onder druk gezet kunstwerken voor bodemprijzen te verkopen.
Na de dood van zijn vader Hildebrand Gurlitt in 1956, kwam de collectie in handen van zijn moeder Helene Gurlitt. Zij hield het bestaan van de werken verborgen voor de buitenwereld. In 1966 ontving zij een officieel verzoek waarop zij antwoordde dat 'alle zakelijke documenten en inventaris van ons bedrijf zijn verbrand tijdens de luchtaanval op Dresden op 13 februari 1945.' Toen zij in 1968 overleed, werd de collectie verdeeld tussen Cornelius Gurlitt en zijn zus Benita Gurlitt. Cornelius kreeg hierbij het grootste gedeelte van de kunstcollectie in bezit. Door de familieband ontstond het vermoeden dat de kunstverzameling in de woning van Gurlitt tijdens het naziregime op illegale wijze was verkregen en er mogelijk sprake was van roofkunst. Hierdoor werd al snel over de ontdekte collectie gesproken als 'nazi-kunstschat'.
Van een deel van de collectie kan met zekerheid worden gesteld dat deze op legale wijze is verkregen. Het betreft werken van Louis Gurlitt, de overgrootvader van Cornelius, en van zijn tante Cornelia Gurlitt, beiden kunstschilders. Daarnaast bevatte de collectie ook werken die na 1945 zijn gemaakt en daardoor geen connectie hebben met het naziregime. Ongeveer 477 werken uit de collectie werden aangemerkt als geconfisqueerde 'ontaarde kunst', die tijdens de Tweede Wereldoorlog uit musea was verwijderd. Een laatste deel van de collectie, bestaande uit ongeveer 499 werken, zou mogelijk roofkunst kunnen bevatten.

## Juridisch onderzoek en herkomstonderzoek
In november 2013 werd door de Bondsrepubliek Duitsland en de Vrijstaat Beieren de Schwabing Art Trove Taskforce opgericht die het herkomstonderzoek van de gevonden werken moest uitvoeren. De werken werden gefotografeerd en toegevoegd aan de Lost Art Database.
Vanaf februari 2014 werd Gurlitt in het juridische proces vertegenwoordigd door een door de rechtbank aangestelde toezichthouder en een team van advocaten. Aanvankelijk zei hij in een interview dat hij de kunstcollectie had willen beschermen tegen 'vreemdelingen', omdat hij er 'zo van hield' en 'niets van de collectie vrijwillig terug [wilde geven]'. Een maand later ondertekende Gurlitt toch een overeenkomst met met de Vrijstaat Beieren en de Bondsrepubliek Duitsland waarin hij toestemming gaf tot onderzoek naar de herkomst van de werken. Ondanks dat er geen wettelijke verplichting voor hem bestond afstand te doen van de werken, stemde hij in met de onvoorwaardelijke teruggave van de werken aan de erfgenamen indien er sprake was van roofkunst. De in 1998 ingevoerde Washington Declaration, waarbij er naar roofkunst niet alleen met een juridische blik, maar ook met een morele blik wordt gekeken, heeft namelijk geen betrekking op roofkunst die in particulier bezit is. Daarnaast was de zaak juridisch gezien al verjaard.

### Nalatenschap
Op 6 mei 2014, een maand na het tekenen van de overeenkomst, overleed Cornelius Gurlitt. Hij was al lange tijd ernstig ziek. Kort voor zijn dood werd de beslaglegging door het Openbaar Ministerie opgeheven. De juridische situatie moest opnieuw bekeken worden, maar vanwege zijn overlijden werd het onderzoek volledig stopgezet.
Op 7 mei 2014 werd het testament van Gurlitt geopend. Hij had ervoor gekozen de volledige collectie, en zijn woningen in Salzburg en München, na te laten aan Kunstmuseum Bern. Het museum kreeg zes maanden om te beslissen of zij de nalatenschap wilde accepteren. De nalatenschap werd door een neef van Gurlitt betwist, volgens hem was Gurlitt niet gezond van geest toen hij het testament opstelde, maar het Hooggerechtshof van München verklaarde dat testament als geldig. Op 24 november 2014 ging het museum akkoord en aanvaardde de schenking.

### Herkomstonderzoek
In november 2014 publiceerde Kunstmuseum Bern een lijst van 196 pagina's met werken uit de collectie. Hiermee hopen zij de eventuele rechtmatige eigenaars van de werken te kunnen achterhalen. In december 2014 deed een anonieme donor een donatie van een miljoen Zwitserse frank om het verdere onderzoek te financieren.
In december 2017 werd het onderzoek afgerond. Het was hoofdzakelijk gericht op de 499 werken waarbij er mogelijk sprake was van roofkunst. In 2017 kon van elf werken met zekerheid gesteld worden wat de herkomst was. Van 152 was er 'klein bewijsmateriaal' te vinden en bij 143 werken bleef de herkomst onduidelijk. Enkel werken waarover met zekerheid te zeggen valt dat er geen sprake is van roofkunst, worden overgebracht naar het museumdepot. In januari 2018 werd het vervolgproject Reviews, Dokumentation und anlassbezogene Forschungsarbeiten zum Kunstfund Gurlitt voortgezet door de Lost Art Foundation. Het project werd in december van dat jaar afgerond. In januari van het jaar daarna werd er gestart met het laatste onderzoek Publikation und Ergebnisdokumentation zum Kunstfund Gurlitt dat eind dat jaar werd voltooid.
In 2019 startte tevens een onderzoek in samenwerking met het Forschungsstelle ‘Entartete Kunst' (onderzoekscentrum voor 'ontaarde kunst') van de Universiteit van Hamburg. Samen met het onderzoekscentrum begon het Kunstmuseum Bern met een onderzoek naar de werken uit de collectie die waren aangeduid als ontaarde kunst. Om de onderzoeken te kunnen bekostigen, deed het museum enkele werken van de hand, waaronder Marine, Temps d’orage (1873) van Édouard Manet dat werd verkocht aan het Nationaal Museum voor Westerse Kunst in Tokio.

## Restitutie

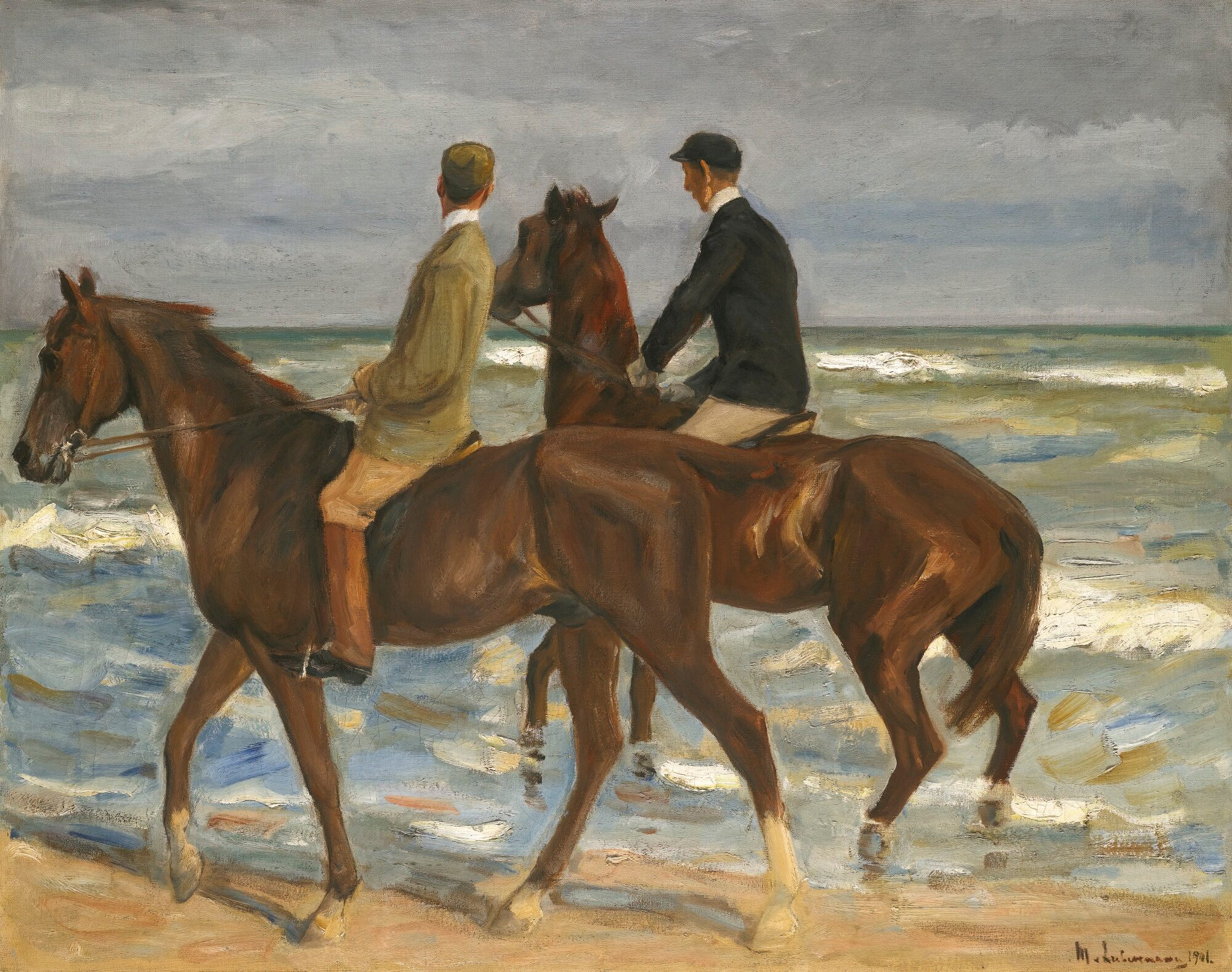
Zwei Reiter am Strand (1901) door Max Liebermann (1847-1935)

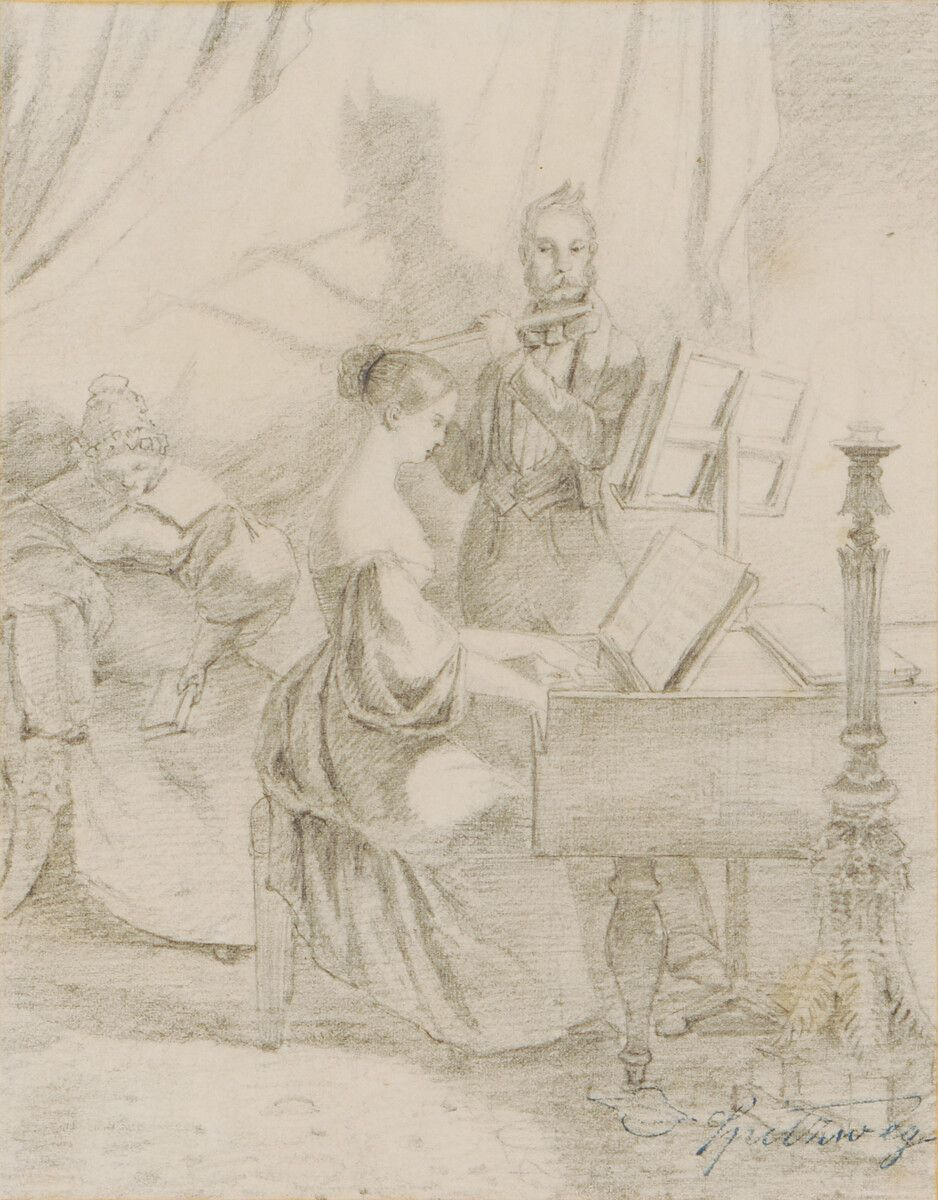
Das Klavierspiel (ca. 1840) door Carl Spitzweg (1808-1885)

In mei 2015 werden de eerste werken teruggeven aan de erfgenamen van de rechtmatige eigenaren. Het ging om het werk Zwei Reiter am Strand (1901) van Max Liebermann dat werd teruggegeven aan de nabestaanden van David Friedmann, en het werk Femme à l'éventail (1923) van Henri Matisse, dat oorspronkelijk toebehoorde aan de Frans-joodse kunsthandelaar Paul Rosenberg.
Twee jaar later volgde de teruggave van een schilderij Le Louvre, matin (1902) van Camille Pissarro aan de erfgenamen van Max Heilbronn en een collectie tekeningen van Adolph von Menzel dat in handen kwam van de erfgenamen van Elsa Helene Cohen.
In januari 2019 werd het werk Portrait de jeune femme assise (1850-1855) van Thomas Couture teruggegeven aan de erfgenamen van de Franse verzetsleider en politicus Georges Mandel. In juli van dat jaar volgde de teruggave van het werk Quai de Clichy. Temps gris (1887) van Paul Signac aan de erfgenamen van Gaston Prosper Lévy.
De werken Jeune femme en blanc (1880) en Portrait de femme (1881) van Jean-Louis Forain werden in januari 2020 teruggegeven aan de erfgenamen van Armand Isaac Dorville. Een jaar later werd ook Das Klavierspiel (ca. 1840) van Carl Spitzweg teruggegeven. Het kwam in handen van de erfgenamen van de in de oorlog omgekomen Henri Hinrichsen.
Van enkele werken kon niet precies achterhaald worden wie de eigenaar was. Een aantal van deze werden in januari 2022 overgedragen aan de Bondsrepubliek Duitsland. De werken Dompteuse (1922) en Dame in der Loge (1922) van Otto Dix werden in juni 2022 geveild. De opbrengst werd verdeeld tussen de erfgenamen van Dr. Ismar Littmann en Dr. Paul Schaefer.

## Expositie
De werken uit de collectie werden van 3 november 2017 tot en met 11 maart 2018 in Bonn tentoongesteld. Daarna werden ze van 19 april 2018 tot en met 15 juli 2018 geëxposeerd in Bern. Vervolgens was de collectie van 14 september 2018 tot en met 7 januari 2019 in Berlijn te zien.